# Mayūra
Mayūra, o Mayūrbhaṭṭa oppure Mayūrabhaṭṭa (VII secolo – VII secolo), è stato un poeta indiano.

## Biografia
Mayūra fu un poeta indiano che frequentò il circolo dell'imperatore dell'India del Nord, Harsha (590-647), assieme a suo suocero o cognato oppure fratello Bāṇabhaṭṭa.
Di Mayūra ci sono tramandate due opere: Le otto strofe di Mayūra (Mayūrāstaka) e La centuria del dio Sole (Sūriaçataka).
La prima opera è inseribile nel genere erotico, ed è incentrata sulla descrizione, con caratteri tradizionali e con vivace partecipazione, delle vicende amorose di una donna affascinante, che secondo la tradizione potrebbe essere la figlia di Mayūra.
La centuria del dio Sole (Sūriaçataka) invece è una lirica religiosa, che in India è spesso molto vicina alla poesia amorosa, basata sull'approfondimento di tutto ciò che appartiene alla divinità, dal carro alle ruote, dai cavalli ai raggi: un inno al dio Sole (Sūrya).
Tutti questi elementi sacri sono invocati nell'opera allo scopo di fare del bene ai lettori.
Quest'opera lirica religiosa, stilisticamente simile alle Cento strofe dedicate a Candi (Candiçataka) di Bāṇabhaṭṭa, nelle quali la protagonista è artefice della sconfitta del demone Mahisa, fu scritta da Mayūra, secondo una leggenda, quasi a riparazione della prima opera, Le otto strofe di Mayūra, per liberarsi dalle conseguenze di una maledizione lanciata contro di lui dalla figlia, non proprio contenta di come sarebbe stata descritta dal padre; invece un'altra leggenda afferma che scrisse l'opera per espiazione dalle maledizioni della moglie di Bāṇabhaṭṭa, anche lei non soddisfatta della sua prima opera erotica, a causa delle quali si sarebbe ammalato di lebbra, da cui sarebbe guarito grazie al suo inno al dio Sole.

## Opere
- Le otto strofe di Mayūra (Mayūrāstaka);
- La centuria del dio Sole (Sūriaçataka).